# La Regalada, Dolores Hidalgo
La Regalada är en ort i Mexiko.   Den ligger i kommunen Dolores Hidalgo och delstaten Guanajuato, i den centrala delen av landet, 260 km nordväst om huvudstaden Mexico City. La Regalada ligger 1 891 meter över havet och antalet invånare är 221.
Terrängen runt La Regalada är huvudsakligen en högslätt. La Regalada ligger nere i en dal. Runt La Regalada är det ganska tätbefolkat, med 96 invånare per kvadratkilometer. Närmaste större samhälle är Dolores Hidalgo, 13,8 km väster om La Regalada. Trakten runt La Regalada består i huvudsak av gräsmarker.